# The Office (US-amerikanische Fernsehserie)/Episodenliste

Das Logo zur Serie

Diese Episodenliste enthält alle Episoden der US-amerikanischen Comedyserie The Office, sortiert nach der US-amerikanischen Erstausstrahlung. Zwischen 2005 und 2013 entstanden in neun Staffeln 201 Episoden mit einer Länge von jeweils etwa 23 Minuten.

## Übersicht
| Staffel | Episodenanzahl | Erstausstrahlung USA | Erstausstrahlung USA | Deutschsprachige Erstausstrahlung | Deutschsprachige Erstausstrahlung |
| Staffel | Episodenanzahl | Staffelpremiere      | Staffelfinale        | Staffelpremiere                   | Staffelfinale                     |
| ------- | -------------- | -------------------- | -------------------- | --------------------------------- | --------------------------------- |
| 1       | 6              | 24. März 2005        | 16. April 2005       | 5. Januar 2008                    | 9. Februar 2008                   |
| 2       | 22             | 20. September 2005   | 11. Mai 2006         | 16. Februar 2008                  | 24. April 2009                    |
| 3       | 25             | 21. September 2006   | 17. Mai 2007         | 12. Januar 2014                   | 27. Dezember 2014                 |
| 4       | 19             | 27. September 2007   | 15. Mai 2008         | 27. April 2014                    | 24. August 2014                   |
| 5       | 28             | 25. September 2008   | 14. Mai 2009         | 6. Dezember 2014                  | 15. Januar 2022                   |
| 6       | 26             | 17. September 2009   | 20. Mai 2010         | 14. August 2017                   | 15. September 2017                |
| 7       | 26             | 23. September 2010   | 19. Mai 2011         | 15. Januar 2022                   | 15. Januar 2022                   |
| 8       | 24             | 22. September 2011   | 10. Mai 2012         | 15. Januar 2022                   | 15. Januar 2022                   |
| 9       | 25             | 20. September 2012   | 16. Mai 2013         | 15. Januar 2022                   | 15. Januar 2022                   |

## Staffel 1
Die Erstausstrahlung der ersten Staffel war vom 24. März bis zum 16. April 2005 auf dem US-amerikanischen Sender NBC zu sehen. Die deutschsprachige Erstausstrahlung sendete der deutsche Free-TV-Sender Super RTL vom 5. Januar bis zum 9. Februar 2008.
| Nr. (ges.) | Nr. (St.) | Deutscher Titel       | Originaltitel | Erstausstrahlung USA | Deutschsprachige Erstausstrahlung (D) | Regie           | Drehbuch                                       |
| ---------- | --------- | --------------------- | ------------- | -------------------- | ------------------------------------- | --------------- | ---------------------------------------------- |
| 1          | 1         | Alltäglicher Wahnsinn | Pilot         | 24. März 2005        | 5. Jan. 2008                          | Ken Kwapis      | Ricky Gervais, Stephen Merchant & Greg Daniels |
| 2          | 2         | Tag der Vielfalt      | Diversity Day | 29. März 2005        | 12. Jan. 2008                         | Ken Kwapis      | B. J. Novak                                    |
| 3          | 3         | Gesundheitsapostel    | Health Care   | 5. Apr. 2005         | 19. Jan. 2008                         | Ken Whittingham | Paul Lieberstein                               |
| 4          | 4         | Bündnisse             | The Alliance  | 12. Apr. 2005        | 26. Jan. 2008                         | Bryan Gordon    | Michael Schur                                  |
| 5          | 5         | Glück im Spiel        | Basketball    | 19. Apr. 2005        | 2. Feb. 2008                          | Greg Daniels    | Greg Daniels                                   |
| 6          | 6         | Sexy Katy             | Hot Girl      | 26. Apr. 2005        | 9. Feb. 2008                          | Amy Heckerling  | Mindy Kaling                                   |

## Staffel 2
Die Erstausstrahlung der zweiten Staffel war vom 20. September 2005 bis zum 11. Mai 2006 auf dem US-amerikanischen Sender NBC zu sehen. Die deutschsprachige Erstausstrahlung sendete der deutsche Free-TV-Sender Super RTL vom 16. Februar 2008 bis zum 2. Januar 2009, wobei jedoch die 15. Episode nicht gezeigt wurde. Die Premiere dieser 15. Episode fand am 24. April 2009 beim ORF eins statt.
| Nr. (ges.) | Nr. (St.) | Deutscher Titel                         | Originaltitel                  | Erstausstrahlung USA | Deutschsprachige Erstausstrahlung (D/A) | Regie             | Drehbuch                        |
| ---------- | --------- | --------------------------------------- | ------------------------------ | -------------------- | --------------------------------------- | ----------------- | ------------------------------- |
| 7          | 1         | Wer bekommt den Dundie?                 | The Dundies                    | 20. Sep. 2005        | 16. Feb. 2008                           | Greg Daniels      | Mindy Kaling                    |
| 8          | 2         | Mobbing                                 | Sexual Harassment              | 27. Sep. 2005        | 23. Feb. 2008                           | Ken Kwapis        | B. J. Novak                     |
| 9          | 3         | Büroolympiade                           | Office Olympics                | 4. Okt. 2005         | 1. März 2008                            | Paul Feig         | Michael Schur                   |
| 10         | 4         | Feuer und Flamme                        | The Fire                       | 11. Okt. 2005        | 8. März 2008                            | Ken Kwapis        | B. J. Novak                     |
| 11         | 5         | Halloween                               | Halloween                      | 18. Okt. 2005        | 15. März 2008                           | Paul Feig         | Greg Daniels                    |
| 12         | 6         | Kampflustig                             | The Fight                      | 1. Nov. 2005         | 22. März 2008                           | Ken Kwapis        | Gene Stupnitsky & Lee Eisenberg |
| 13         | 7         | Beziehungen                             | The Client                     | 8. Nov. 2005         | 29. März 2008                           | Greg Daniels      | Paul Lieberstein                |
| 14         | 8         | Performances                            | Performance Review             | 15. Nov. 2005        | 5. Apr. 2008                            | Paul Feig         | Larry Wilmore                   |
| 15         | 9         | Unter Kontrolle?                        | E-Mail Surveillance            | 22. Nov. 2005        | 12. Apr. 2008                           | Paul Feig         | Jennifer Celotta                |
| 16         | 10        | Weihnachtsfeier                         | Christmas Party                | 6. Dez. 2005         | 19. Apr. 2008                           | Charles McDougall | Michael Schur                   |
| 17         | 11        | Betriebsausflug                         | Booze Cruise                   | 5. Jan. 2006         | 26. Apr. 2008                           | Ken Kwapis        | Greg Daniels                    |
| 18         | 12        | Unfallfolgen                            | The Injury                     | 12. Jan. 2006        | 3. Mai 2008                             | Bryan Gordon      | Mindy Kaling                    |
| 19         | 13        | Geheimnisse                             | The Secret                     | 19. Jan. 2006        | 10. Mai 2008                            | Dennie Gordon     | Lee Eisenberg & Gene Stupnitsky |
| 20         | 14        | Das Ding auf dem Teppich                | The Carpet                     | 26. Jan. 2006        | 17. Mai 2008                            | Victor Nelli, Jr. | Paul Lieberstein                |
| 21         | 15        | Männer und Frauen                       | Boys and Girls                 | 2. Feb. 2006         | 24. Apr. 2009                           | Dennie Gordon     | B. J. Novak                     |
| 22         | 16        | Valentinstag                            | Valentine’s Day                | 9. Feb. 2006         | 27. Dez. 2008                           | Greg Daniels      | Michael Schur                   |
| 23         | 17        | Dwight und die Redekunst                | Dwight’s Speech                | 2. März 2006         | 12. Dez. 2008                           | Charles McDougall | Paul Lieberstein                |
| 24         | 18        | Der „Bring-die-Kinder-mit-ins-Büro-Tag“ | Take Your Daughter to Work Day | 16. März 2006        | 1. Jan. 2009                            | Victor Nelli, Jr. | Mindy Kaling                    |
| 25         | 19        | Michaels Geburtstag                     | Michael’s Birthday             | 30. März 2006        | 12. Dez. 2008                           | Ken Whittingham   | Gene Stupnitsky & Lee Eisenberg |
| 26         | 20        | Drogenbeauftragter Dwight               | Drug Testing                   | 27. Apr. 2006        | 19. Dez. 2008                           | Greg Daniels      | Jennifer Celotta                |
| 27         | 21        | Konfliktbewältigung à la Michael        | Conflict Resolution            | 4. Mai 2006          | 26. Dez. 2008                           | Charles McDougall | Greg Daniels                    |
| 28         | 22        | Die Nacht der Nächte                    | Casino Night                   | 11. Mai 2006         | 2. Jan. 2009                            | Ken Kwapis        | Steve Carell                    |

## Staffel 3
Die Erstausstrahlung der dritten Staffel war vom 21. September 2006 bis zum 17. Mai 2007 auf dem US-amerikanischen Sender NBC zu sehen. Die deutschsprachige Erstausstrahlung sendete der deutsche Free-TV-Sender Comedy Central vom 12. Januar bis zum 27. Dezember 2014.
| Nr. (ges.) | Nr. (St.) | Deutscher Titel              | Originaltitel            | Erstausstrahlung USA | Deutschsprachige Erstausstrahlung (D) | Regie           | Drehbuch                                       |
| ---------- | --------- | ---------------------------- | ------------------------ | -------------------- | ------------------------------------- | --------------- | ---------------------------------------------- |
| 29         | 1         | Wir sind alle Homos          | Gay Witch Hunt           | 21. Sep. 2006        | 12. Jan. 2014                         | Ken Kwapis      | Greg Daniels                                   |
| 30         | 2         | Jahrestagung                 | The Convention           | 28. Sep. 2006        | 12. Jan. 2014                         | Ken Whittingham | Gene Stupnitsky & Lee Eisenberg                |
| 31         | 3         | Der Coup                     | The Coup                 | 5. Okt. 2006         | 19. Jan. 2014                         | Greg Daniels    | Paul Lieberstein                               |
| 32         | 4         | Die fünf Stufen der Trauer   | Grief Counseling         | 12. Okt. 2006        | 19. Jan. 2014                         | Roger Nygard    | Jennifer Celotta                               |
| 33         | 5         | Brezel-Tag                   | Initiation               | 19. Okt. 2006        | 26. Jan. 2014                         | Randall Einhorn | B. J. Novak                                    |
| 34         | 6         | Diwali                       | Diwali                   | 2. Nov. 2006         | 26. Jan. 2014                         | Miguel Arteta   | Mindy Kaling                                   |
| 35         | 7         | Die Filialschließung         | Branch Closing           | 9. Nov. 2006         | 2. Feb. 2014                          | Tucker Gates    | Michael Schur                                  |
| 36         | 8         | Die Fusion                   | The Merger               | 16. Nov. 2006        | 2. Feb. 2014                          | Ken Whittingham | Brent Forrester                                |
| 37         | 9         | Der Ex-Sträfling             | The Convict              | 30. Nov. 2006        | 9. Feb. 2014                          | Jeffrey Blitz   | Ricky Gervais & Stephen Merchant               |
| 38         | 10        | Benihana Christmas – Teil 1  | A Benihana Christmas (1) | 14. Dez. 2006        | 27. Dez. 2014                         | Harold Ramis    | Jennifer Celotta                               |
| 39         | 11        | Benihana Christmas – Teil 2  | A Benihana Christmas (2) | 14. Dez. 2006        | 27. Dez. 2014                         | Harold Ramis    | Jennifer Celotta                               |
| 40         | 12        | Zurück aus dem Urlaub        | Back from Vacation       | 4. Jan. 2007         | 9. Feb. 2014                          | Julian Farino   | Justin Spitzer                                 |
| 41         | 13        | Amazing Race                 | Traveling Salesmen       | 11. Jan. 2007        | 16. Feb. 2014                         | Greg Daniels    | Michael Schur, Lee Eisenberg & Gene Stupnitsky |
| 42         | 14        | Die Rückkehr                 | The Return               | 18. Jan. 2007        | 16. Feb. 2014                         | Greg Daniels    | Lee Eisenberg, Gene Stupnitsky & Michael Schur |
| 43         | 15        | Ben Franklin                 | Ben Franklin             | 1. Feb. 2007         | 23. Feb. 2014                         | Randall Einhorn | Mindy Kaling                                   |
| 44         | 16        | Phyllis’ Hochzeit            | Phyllis’s Wedding        | 8. Feb. 2007         | 2. März 2014                          | Ken Whittingham | Caroline Williams                              |
| 45         | 17        | Die große Kunst              | Business School          | 15. Feb. 2007        | 9. März 2014                          | Joss Whedon     | Brent Forrester                                |
| 46         | 18        | Der Kartoffelsalat           | Cocktails                | 22. Feb. 2007        | 16. März 2014                         | J. J. Abrams    | Paul Lieberstein                               |
| 47         | 19        | Die Kunst der Verhandlung    | The Negotiation          | 5. Apr. 2007         | 23. März 2014                         | Jeffrey Blitz   | Michael Schur                                  |
| 48         | 20        | Das Sicherheitstraining      | Safety Training          | 12. Apr. 2007        | 30. März 2014                         | Harold Ramis    | B. J. Novak                                    |
| 49         | 21        | Rückruf-Aktion               | Product Recall           | 26. Apr. 2007        | 6. Apr. 2014                          | Randall Einhorn | Justin Spitzer & Brent Forrester               |
| 50         | 22        | Der Misogynistiker           | Women’s Appreciation     | 3. Mai 2007          | 13. Apr. 2014                         | Tucker Gates    | Gene Stupnitsky & Lee Eisenberg                |
| 51         | 23        | Strandspiele                 | Beach Games              | 10. Mai 2007         | 13. Okt. 2014                         | Harold Ramis    | Jennifer Celotta & Greg Daniels                |
| 52         | 24        | Der Job in New York – Teil 1 | The Job (1)              | 17. Mai 2007         | 14. Okt. 2014                         | Ken Kwapis      | Paul Lieberstein & Michael Schur               |
| 53         | 25        | Der Job in New York – Teil 2 | The Job (2)              | 17. Mai 2007         | 15. Okt. 2014                         | Ken Kwapis      | Paul Lieberstein & Michael Schur               |

## Staffel 4
Die Erstausstrahlung der vierten Staffel war vom 27. September 2007 bis zum 15. Mai 2008 auf dem US-amerikanischen Sender NBC zu sehen. Die deutschsprachige Erstausstrahlung sendete der deutsche Free-TV-Sender Comedy Central vom 27. April 2014 bis zum 24. August 2014.
| Nr. (ges.) | Nr. (St.) | Deutscher Titel                  | Originaltitel               | Erstausstrahlung USA | Deutschsprachige Erstausstrahlung (D) | Regie            | Drehbuch                            |
| ---------- | --------- | -------------------------------- | --------------------------- | -------------------- | ------------------------------------- | ---------------- | ----------------------------------- |
| 54         | 1         | Der Fluch                        | Fun Run (1)                 | 27. Sep. 2007        | 27. Apr. 2014                         | Greg Daniels     | Greg Daniels                        |
| 55         | 2         | Tollwut                          | Fun Run (2)                 | 27. Sep. 2007        | 4. Mai 2014                           | Greg Daniels     | Greg Daniels                        |
| 56         | 3         | Dunder Mifflin Infinity – Teil 1 | Dunder Mifflin Infinity (1) | 4. Okt. 2007         | 11. Mai 2014                          | Craig Zisk       | Michael Schur                       |
| 57         | 4         | Dunder Mifflin Infinity – Teil 2 | Dunder Mifflin Infinity (2) | 4. Okt. 2007         | 18. Mai 2014                          | Craig Zisk       | Michael Schur                       |
| 58         | 5         | Launch Party – Teil 1            | Launch Party (1)            | 11. Okt. 2007        | 25. Mai 2014                          | Ken Whittingham  | Jennifer Celotta                    |
| 59         | 6         | Launch Party – Teil 2            | Launch Party (2)            | 11. Okt. 2007        | 1. Juni 2014                          | Ken Whittingham  | Jennifer Celotta                    |
| 60         | 7         | Money – Teil 1                   | Money (1)                   | 18. Okt. 2007        | 8. Juni 2014                          | Paul Lieberstein | Paul Lieberstein                    |
| 61         | 8         | Money – Teil 2                   | Money (2)                   | 18. Okt. 2007        | 15. Juni 2014                         | Paul Lieberstein | Paul Lieberstein                    |
| 62         | 9         | Die Kampagne                     | Local Ad                    | 25. Okt. 2007        | 22. Juni 2014                         | Jason Reitman    | B. J. Novak                         |
| 63         | 10        | Krieg der Filialen               | Branch Wars                 | 1. Nov. 2007         | 29. Juni 2014                         | Joss Whedon      | Mindy Kaling                        |
| 64         | 11        | Überlebenstraining               | Survivor Man                | 8. Nov. 2007         | 6. Juli 2014                          | Paul Feig        | Steve Carell                        |
| 65         | 12        | Die Anhörung                     | The Deposition              | 15. Nov. 2007        | 13. Juli 2014                         | Julian Farino    | Lester Lewis                        |
| 66         | 13        | Abendessen                       | Dinner Party                | 10. Apr. 2008        | 20. Juli 2014                         | Paul Feig        | Gene Stupnitsky & Lee Eisenberg     |
| 67         | 14        | Das Stuhl-Model                  | Chair Model                 | 18. Apr. 2008        | 27. Juli 2014                         | Jeffrey Blitz    | B. J. Novak                         |
| 68         | 15        | Die Partynacht                   | Night Out                   | 24. Apr. 2008        | 3. Aug. 2014                          | Ken Whittingham  | Mindy Kaling                        |
| 69         | 16        | Stottere ich etwa?               | Did I Stutter?              | 1. Mai 2008          | 10. Aug. 2014                         | Randall Einhorn  | Brent Forrester & Justin Spitzer    |
| 70         | 17        | Die Jobbörse                     | Job Fair                    | 8. Mai 2008          | 17. Aug. 2014                         | Tucker Gates     | Lee Eisenberg & Gene Stupnitsky     |
| 71         | 18        | Tobys Abschied – Teil 1          | Goodbye, Toby (1)           | 15. Mai 2008         | 24. Aug. 2014                         | Paul Feig        | Jennifer Celotta & Paul Lieberstein |
| 72         | 19        | Tobys Abschied – Teil 2          | Goodbye, Toby (2)           | 15. Mai 2008         | 24. Aug. 2014                         | Paul Feig        | Jennifer Celotta & Paul Lieberstein |

## Staffel 5
Die Erstausstrahlung der fünften Staffel war vom 25. September 2008 bis zum 14. Mai 2009 auf dem US-amerikanischen Sender NBC zu sehen. Die deutschsprachige Erstausstrahlung sendete der deutsche Free-TV-Sender Comedy Central vom 6. Dezember 2014 bis zum 28. Februar 2015, wobei mehrere Episoden nicht ausgestrahlt wurden.
| Nr. (ges.) | Nr. (St.) | Deutscher Titel                 | Originaltitel               | Erstausstrahlung USA | Deutschsprachige Erstausstrahlung (D) | Regie            | Drehbuch                              |
| ---------- | --------- | ------------------------------- | --------------------------- | -------------------- | ------------------------------------- | ---------------- | ------------------------------------- |
| 73         | 1         | Abspecken – Teil 1              | Weight Loss (1)             | 25. Sep. 2008        | 6. Dez. 2014                          | Paul Feig        | Lee Eisenberg & Gene Stupnitsky       |
| 74         | 2         | Abspecken – Teil 2              | Weight Loss (2)             | 25. Sep. 2008        | 6. Dez. 2014                          | Paul Feig        | Lee Eisenberg & Gene Stupnitsky       |
| 75         | 3         | Business Ethik                  | Business Ethics             | 9. Okt. 2008         | 13. Dez. 2014                         | Jeffrey Blitz    | Ryan Koh                              |
| 76         | 4         | Baby Party                      | Baby Shower                 | 16. Okt. 2008        | 13. Dez. 2014                         | Greg Daniels     | Aaron Shure                           |
| 77         | 5         | Sex ohne Reue                   | Crime Aid                   | 23. Okt. 2008        | 20. Dez. 2014                         | Jennifer Celotta | Charlie Grandy                        |
| 78         | 6         | Die Versetzung                  | Employee Transfer           | 30. Okt. 2008        | 20. Dez. 2014                         | David Rogers     | Anthony Q. Farrell                    |
| 79         | 7         | Kundenbeurteilung               | Customer Survey             | 6. Nov. 2008         | 3. Jan. 2015                          | Stephen Merchant | Lester Lewis                          |
| 80         | 8         | Geschäftsreise                  | Business Trip               | 13. Nov. 2008        | 3. Jan. 2015                          | Randall Einhorn  | Brent Forrester                       |
| 81         | 9         | Der Drogendealer                | Frame Toby                  | 20. Nov. 2008        | 10. Jan. 2015                         | Jason Reitman    | Mindy Kaling                          |
| 82         | 10        | Der Überschuss                  | The Surplus                 | 4. Dez. 2008         | 15. Jan. 2022                         | Paul Feig        | Gene Stupnitsky & Lee Eisenberg       |
| 83         | 11        | Marokkanische Weihnachtsfeier   | Moroccan Christmas          | 11. Dez. 2008        | 10. Jan. 2015                         | Paul Feig        | Justin Spitzer                        |
| 84         | 12        | Das Duell                       | The Duel                    | 15. Jan. 2009        | 17. Jan. 2015                         | Dean Holland     | Jennifer Celotta                      |
| 85         | 13        | Familie Prince                  | Prince Family Paper         | 22. Jan. 2009        | 17. Jan. 2015                         | Asaad Kelada     | B. J. Novak                           |
| 86         | 14        | Stressbewältigung – Teil 1      | Stress Relief (1)           | 1. Feb. 2009         | 24. Jan. 2015                         | Jeffrey Blitz    | Paul Lieberstein                      |
| 87         | 15        | Stressbewältigung – Teil 2      | Stress Relief (2)           | 1. Feb. 2009         | 24. Jan. 2015                         | Jeffrey Blitz    | Paul Lieberstein                      |
| 88         | 16        | Die Vortragsreihe – Teil 1      | Lecture Circuit (1)         | 5. Feb. 2009         | 31. Jan. 2015                         | Ken Kwapis       | Mindy Kaling                          |
| 89         | 17        | Die Vortragsreihe – Teil 2      | Lecture Circuit (2)         | 12. Feb. 2009        | 31. Jan. 2015                         | Ken Kwapis       | Mindy Kaling                          |
| 90         | 18        | Blutspende                      | Blood Drive                 | 5. März 2009         | 31. Jan. 2015                         | Randall Einhorn  | Brent Forrester                       |
| 91         | 19        | Die goldenen Tickets            | Golden Ticket               | 12. März 2009        | 7. Feb. 2015                          | Randall Einhorn  | Mindy Kaling                          |
| 92         | 20        | Der neue Boss                   | New Boss                    | 19. März 2009        | 14. Feb. 2015                         | Paul Feig        | Lee Eisenberg & Gene Stupnitsky       |
| 93         | 21        | Kündigungsfrist                 | Two Weeks                   | 26. März 2009        | 14. Feb. 2015                         | Paul Lieberstein | Aaron Shure                           |
| 94         | 22        | Das Dream-Team                  | Dream Team                  | 9. Apr. 2009         | 10. Aug. 2017                         | Paul Feig        | B. J. Novak                           |
| 95         | 23        | Die Michael Scott Paper Company | Michael Scott Paper Company | 9. Apr. 2009         | 12. Aug. 2017                         | Gene Stupnitsky  | Justin Spitzer                        |
| 96         | 24        | Starke Konkurrenz               | Heavy Competition           | 16. Apr. 2009        | 12. Aug, 2017                         | Ken Whittingham  | Ryan Koh                              |
| 97         | 25        | Pleite                          | Broke                       | 23. Apr. 2009        | 13. Aug. 2017                         | Steve Carell     | Charlie Grandy                        |
| 98         | 26        | Casual Friday                   | Casual Friday               | 30. Apr. 2009        | 28. Feb. 2015                         | Brent Forrester  | Anthony Q. Farrell                    |
| 99         | 27        | Café-Disko                      | Cafe Disco                  | 7. Mai 2009          | 15. Jan. 2022                         | Randall Einhorn  | Warren Lieberstein & Halsted Sullivan |
| 100        | 28        | Das Firmenpicknick              | Company Picnic              | 14. Mai 2009         | 13. Aug. 2017                         | Ken Kwapis       | Jennifer Celotta & Paul Lieberstein   |

## Staffel 6
Die Erstausstrahlung der sechsten Staffel war vom 17. September 2009 bis zum 20. Mai 2010 auf dem US-amerikanischen Sender NBC zu sehen. Die geplante deutschsprachige Erstausstrahlung ab dem 13. Januar 2016 beim deutschen Free-TV-Sender Comedy Central wurde kurzfristig gestrichen. Eine Neuansetzung erfolgte vom 14. August bis 15. September 2017.
| Nr. (ges.) | Nr. (St.) | Deutscher Titel        | Originaltitel                | Erstausstrahlung USA | Deutschsprachige Erstausstrahlung (—) | Regie             | Drehbuch                              |
| ---------- | --------- | ---------------------- | ---------------------------- | -------------------- | ------------------------------------- | ----------------- | ------------------------------------- |
| 101        | 1         | Wahre Gerüchte         | Gossip                       | 17. Sep. 2009        | 14. Aug. 2017                         | Paul Lieberstein  | Paul Lieberstein                      |
| 102        | 2         | Das Meeting            | The Meeting                  | 24. Sep. 2009        | 15. Aug. 2017                         | Randall Einhorn   | Aaron Shure                           |
| 103        | 3         | Die Beförderten        | The Promotion                | 1. Okt. 2009         | 16. Aug. 2017                         | Jennifer Celotta  | Jennifer Celotta                      |
| 104        | 4         | Niagara – Teil 1       | Niagara (1)                  | 8. Okt. 2009         | 17. Aug. 2017                         | Paul Feig         | Greg Daniels & Mindy Kaling           |
| 105        | 5         | Niagara – Teil 2       | Niagara (2)                  | 8. Okt. 2009         | 18. Aug. 2017                         | Paul Feig         | Greg Daniels & Mindy Kaling           |
| 106        | 6         | Mafia                  | Mafia                        | 15. Okt. 2009        | 21. Aug. 2017                         | David Rogers      | Brent Forrester                       |
| 107        | 7         | Die Geliebte           | The Lover                    | 22. Okt. 2009        | 22. Aug. 2017                         | Lee Eisenberg     | Lee Eisenberg & Gene Stupnitsky       |
| 108        | 8         | Das Koi-Becken         | Koi Pond                     | 29. Okt. 2009        | 24. Aug. 2017                         | Reggie Hudlin     | Warren Lieberstein & Halsted Sullivan |
| 109        | 9         | Das Geburtstagsessen   | Double Date                  | 5. Nov. 2009         | 23. Aug. 2017                         | Seth Gordon       | Charlie Grandy                        |
| 110        | 10        | Mord in Savannah       | Murder                       | 12. Nov. 2009        | 25. Aug. 2017                         | Greg Daniels      | Daniel Chun                           |
| 111        | 11        | Der 45-Tage-Plan       | Shareholder Meeting          | 19. Nov. 2009        | 28. Aug. 2017                         | Charles McDougall | Justin Spitzer                        |
| 112        | 12        | Mitarbeiter des Monats | Scott’s Tots                 | 3. Dez. 2009         | 30. Aug. 2017                         | B. J. Novak       | Gene Stupnitsky & Lee Eisenberg       |
| 113        | 13        | Secret Santa           | Secret Santa                 | 10. Dez. 2009        | 31. Aug. 2017                         | Randall Einhorn   | Mindy Kaling                          |
| 114        | 14        | Der Investmentbanker   | The Banker                   | 21. Jan. 2010        | 29. Aug. 2017                         | Jeffrey Blitz     | Jason Kessler                         |
| 115        | 15        | Sabre                  | Sabre                        | 4. Feb. 2010         | 1. Sep. 2017                          | John Krasinski    | Jennifer Celotta                      |
| 116        | 16        | Bossa Nova             | The Manager and the Salesman | 11. Feb. 2010        | 4. Sep. 2017                          | Marc Webb         | Mindy Kaling                          |
| 117        | 17        | Der Stichtag (1)       | The Delivery (1)             | 4. März 2010         | 6. Sep. 2017                          | Seth Gordon       | Daniel Chun                           |
| 118        | 18        | Der Stichtag (2)       | The Delivery (2)             | 4. März 2010         | 7. Sep. 2017                          | Harold Ramis      | Charlie Grandy                        |
| 119        | 19        | St. Patrick's Day      | St. Patrick’s Day            | 11. März 2010        | 5. Sep. 2017                          | Randall Einhorn   | Jonathan Hughes                       |
| 120        | 20        | Die Kunden-Kontakte    | New Leads                    | 18. März 2010        | 8. Sep. 2017                          | Brent Forrester   | Brent Forrester                       |
| 121        | 21        | Happy Hour             | Happy Hour                   | 25. März 2010        | 11. Sep. 2017                         | Matt Sohn         | B. J. Novak                           |
| 122        | 22        | Sekretärinnen-Tag      | Secretary’s Day              | 22. Apr. 2010        | 12. Sep. 2017                         | Steve Carell      | Mindy Kaling                          |
| 123        | 23        | Körpersprache          | Body Language                | 29. Apr. 2010        | 13. Sep. 2017                         | Mindy Kaling      | Justin Spitzer                        |
| 124        | 24        | Undercover             | The Cover-Up                 | 6. Mai 2010          | 14. Sep. 2017                         | Rainn Wilson      | Gene Stupnitsky & Lee Eisenberg       |
| 125        | 25        | Dicke Eier             | The Chump                    | 13. Mai 2010         | 15. Sep. 2017                         | Randall Einhorn   | Aaron Shure                           |
| 126        | 26        | Whistleblower          | Whistleblower                | 20. Mai 2010         | 15. Sep. 2017                         | Paul Lieberstein  | Warren Lieberstein & Halsted Sullivan |

## Staffel 7
Die Erstausstrahlung der siebten Staffel war vom 23. September 2010 bis zum 19. Mai 2011 auf dem US-amerikanischen Sender NBC zu sehen. Die deutsche Veröffentlichung erfolgte am 15. Januar 2022 auf Netflix.
| Nr. (ges.) | Nr. (St.) | Deutscher Titel                                      | Originaltitel                       | Erstausstrahlung USA | Deutschsprachige Erstausstrahlung (D) | Regie             | Drehbuch                              |
| ---------- | --------- | ---------------------------------------------------- | ----------------------------------- | -------------------- | ------------------------------------- | ----------------- | ------------------------------------- |
| 127        | 1         | Vetternwirtschaft                                    | Nepotism                            | 23. Sep. 2010        | 15. Jan. 2022                         | Jeffrey Blitz     | Daniel Chun                           |
| 128        | 2         | Therapie                                             | Counseling                          | 30. Sep. 2010        | 15. Jan. 2022                         | Jeffrey Blitz     | B. J. Novak                           |
| 129        | 3         | Andys Stück                                          | Andy’s Play                         | 7. Okt. 2010         | 15. Jan. 2022                         | John Stuart Scott | Charlie Grandy                        |
| 130        | 4         | Aufklärungsunterricht                                | Sex Ed                              | 14. Okt. 2010        | 15. Jan. 2022                         | Paul Lieberstein  | Paul Lieberstein                      |
| 131        | 5         | Der Clou                                             | The Sting                           | 21. Okt. 2010        | 15. Jan. 2022                         | Randall Einhorn   | Mindy Kaling                          |
| 132        | 6         | Der Kostümwettbewerb                                 | Costume Contest                     | 28. Okt. 2010        | 15. Jan. 2022                         | Dean Holland      | Justin Spitzer                        |
| 133        | 7         | Die Taufe                                            | Christening                         | 4. Nov. 2010         | 15. Jan. 2022                         | Alex Hardcastle   | Peter Ocko                            |
| 134        | 8         | Die Party                                            | Viewing Party                       | 11. Nov. 2010        | 15. Jan. 2022                         | Ken Whittingham   | Jon Vitti                             |
| 135        | 9         | WUPHF.com                                            | WUPHF.com                           | 18. Nov. 2010        | 15. Jan. 2022                         | Danny Leiner      | Aaron Shure                           |
| 136        | 10        | China                                                | China                               | 2. Dez. 2010         | 15. Jan. 2022                         | Charles McDougall | Halsted Sullivan & Warren Lieberstein |
| 137        | 11        | Weihnachtsfeier mit Niveau (1)                       | Classy Christmas (1)                | 9. Dez. 2010         | 15. Jan. 2022                         | Rainn Wilson      | Mindy Kaling                          |
| 138        | 12        | Weihnachtsfeier mit Niveau (2)                       | Classy Christmas (2)                | 9. Dez. 2010         | 15. Jan. 2022                         | Rainn Wilson      | Mindy Kaling                          |
| 139        | 13        | Das Ultimatum                                        | Ultimatum                           | 20. Jan. 2011        | 15. Jan. 2022                         | David Rogers      | Carrie Kemper                         |
| 140        | 14        | Das Seminar                                          | The Seminar                         | 27. Jan. 2011        | 15. Jan. 2022                         | B. J. Novak       | Steve Hely                            |
| 141        | 15        | Die Suche                                            | The Search                          | 3. Feb. 2011         | 15. Jan. 2022                         | Michael Spiller   | Brent Forrester                       |
| 142        | 16        | Intimitäten                                          | PDA                                 | 10. Feb. 2011        | 15. Jan. 2022                         | Greg Daniels      | Robert Padnick                        |
| 143        | 17        | Alarmstufe Mitternacht                               | Threat Level Midnight               | 17. Feb. 2011        | 15. Jan. 2022                         | Tucker Gates      | B. J. Novak                           |
| 144        | 18        | Todd Packer                                          | Todd Packer                         | 24. Feb. 2011        | 15. Jan. 2022                         | Randall Einhorn   | Amelie Gillette                       |
| 145        | 19        | Der Garagenflohmarkt                                 | Garage Sale                         | 24. März 2011        | 15. Jan. 2022                         | Steve Carell      | Jon Vitti                             |
| 146        | 20        | Einstand                                             | Training Day                        | 14. Apr. 2011        | 15. Jan. 2022                         | Paul Lieberstein  | Daniel Chun                           |
| 147        | 21        | Michaels letzte Dundies                              | Michael’s Last Dundies              | 21. Apr. 2011        | 15. Jan. 2022                         | Mindy Kaling      | Mindy Kaling                          |
| 148        | 22        | Auf Wiedersehen, Michael                             | Goodbye, Michael                    | 28. Apr. 2011        | 15. Jan. 2022                         | Paul Feig         | Greg Daniels                          |
| 149        | 23        | Der innere Kreis                                     | The Inner Circle                    | 5. Mai 2011          | 15. Jan. 2022                         | Matt Sohn         | Charlie Grandy                        |
| 150        | 24        | Dwight K. Schrute, (kommissarischer) Geschäftsführer | Dwight K. Schrute, (Acting) Manager | 12. Mai 2011         | 15. Jan. 2022                         | Troy Miller       | Justin Spitzer                        |
| 151        | 25        | Die Auswahlkommission (1)                            | Search Committee (1)                | 19. Mai 2011         | 15. Jan. 2022                         | Jeffrey Blitz     | Paul Lieberstein                      |
| 152        | 26        | Die Auswahlkommission (2)                            | Search Committee (2)                | 19. Mai 2011         | 15. Jan. 2022                         | Jeffrey Blitz     | Paul Lieberstein                      |

## Staffel 8
Die Erstausstrahlung der achten Staffel war vom 22. September 2011 bis zum 10. Mai 2012 auf dem US-amerikanischen Sender NBC zu sehen. Die Veröffentlichung in Deutschland erfolgte am 15. Januar 2022 auf Netflix.
| Nr. (ges.) | Nr. (St.) | Deutscher Titel             | Originaltitel               | Erstausstrahlung USA | Deutschsprachige Erstausstrahlung (D) | Regie             | Drehbuch                              |
| ---------- | --------- | --------------------------- | --------------------------- | -------------------- | ------------------------------------- | ----------------- | ------------------------------------- |
| 153        | 1         | Die Liste                   | The List                    | 22. Sep. 2011        | 15. Jan. 2022                         | B. J. Novak       | B. J. Novak                           |
| 154        | 2         | Der Anreiz                  | The Incentive               | 29. Sep. 2011        | 15. Jan. 2022                         | Charles McDougall | Paul Lieberstein                      |
| 155        | 3         | Lotto                       | Lotto                       | 6. Okt. 2011         | 15. Jan. 2022                         | John Krasinski    | Charlie Grandy                        |
| 156        | 4         | Die Gartenparty             | Garden Party                | 13. Okt. 2011        | 15. Jan. 2022                         | David Rogers      | Justin Spitzer                        |
| 157        | 5         | Angst und Schrecken         | Spooked                     | 27. Okt. 2011        | 15. Jan. 2022                         | Randall Einhorn   | Carrie Kemper                         |
| 158        | 6         | Das jüngste Gericht         | Doomsday                    | 3. Nov. 2011         | 15. Jan. 2022                         | Troy Miller       | Daniel Chun                           |
| 159        | 7         | Pams Vertretung             | Pam’s Replacement           | 10. Nov. 2011        | 15. Jan. 2022                         | Matt Sohn         | Allison Silverman                     |
| 160        | 8         | Gettysburg                  | Gettysburg                  | 17. Nov. 2011        | 15. Jan. 2022                         | Jeffrey Blitz     | Robert Padnick                        |
| 161        | 9         | Mrs. California             | Mrs. California             | 1. Dez. 2011         | 15. Jan. 2022                         | Charlie Grandy    | Dan Greaney                           |
| 162        | 10        | Weihnachtswünsche           | Christmas Wishes            | 8. Dez. 2011         | 15. Jan. 2022                         | Ed Helms          | Mindy Kaling                          |
| 163        | 11        | Das Quiz                    | Trivia                      | 12. Jan. 2012        | 15. Jan. 2022                         | B. J. Novak       | Steve Hely                            |
| 164        | 12        | Die Poolparty               | Pool Party                  | 19. Jan. 2012        | 15. Jan. 2022                         | Charles McDougall | Owen Ellickson                        |
| 165        | 13        | Geschworenenpflicht         | Jury Duty                   | 2. Feb. 2012         | 15. Jan. 2022                         | Eric Appel        | Aaron Shure                           |
| 166        | 14        | Das Sonderprojekt           | Special Project             | 9. Feb. 2012         | 15. Jan. 2022                         | David Rogers      | Amelie Gillette                       |
| 167        | 15        | Tallahassee                 | Tallahassee                 | 16. Feb. 2012        | 15. Jan. 2022                         | Matt Sohn         | Daniel Chun                           |
| 168        | 16        | Überstunden                 | After Hours                 | 23. Feb. 2012        | 15. Jan. 2022                         | Brian Baumgartner | Halsted Sullivan & Warren Lieberstein |
| 169        | 17        | Der Ladentest               | Test the Store              | 1. März 2012         | 15. Jan. 2022                         | Brent Forrester   | Mindy Kaling                          |
| 170        | 18        | Der letzte Tag in Florida   | Last Day in Florida         | 8. März 2012         | 15. Jan. 2022                         | Matt Sohn         | Robert Padnick                        |
| 171        | 19        | Hol das Mädchen             | Get the Girl                | 15. März 2012        | 15. Jan. 2022                         | Rainn Wilson      | Charlie Grandy                        |
| 172        | 20        | Die Willkommensparty        | Welcome Party               | 12. Apr. 2012        | 15. Jan. 2022                         | Ed Helms          | Steve Hely                            |
| 173        | 21        | Andys Ärger                 | Angry Andy                  | 19. Apr. 2012        | 15. Jan. 2022                         | Claire Scanlon    | Justin Spitzer                        |
| 174        | 22        | Die Spendengala             | Fundraiser                  | 26. Apr. 2012        | 15. Jan. 2022                         | David Rogers      | Owen Ellickson                        |
| 175        | 23        | Revierkampf                 | Turf War                    | 3. Mai 2012          | 15. Jan. 2022                         | Daniel Chun       | Warren Lieberstein & Halsted Sullivan |
| 176        | 24        | Kostenlose Familienporträts | Free Family Portrait Studio | 10. Mai 2012         | 15. Jan. 2022                         | B. J. Novak       | B. J. Novak                           |

## Staffel 9
Die Erstausstrahlung der neunten Staffel war vom 20. September 2012 bis zum 16. Mai 2013 auf dem US-amerikanischen Sender NBC zu sehen. Die Veröffentlichung in Deutschland erfolgte am 15. Januar 2022 auf Netflix.
| Nr. (ges.) | Nr. (St.) | Deutscher Titel                 | Originaltitel     | Erstausstrahlung USA | Deutschsprachige Erstausstrahlung (D) | Regie             | Drehbuch                              |
| ---------- | --------- | ------------------------------- | ----------------- | -------------------- | ------------------------------------- | ----------------- | ------------------------------------- |
| 177        | 1         | Die Neuen                       | New Guys          | 20. Sep. 2012        | 15. Jan. 2022                         | Greg Daniels      | Greg Daniels                          |
| 178        | 2         | Roys Hochzeit                   | Roy’s Wedding     | 27. Sep. 2012        | 15. Jan. 2022                         | Matt Sohn         | Allison Silverman                     |
| 179        | 3         | Andys Stammbaum                 | Andy’s Ancestry   | 4. Okt. 2012         | 15. Jan. 2022                         | David Rogers      | Jonathan Green & Gabe Miller          |
| 180        | 4         | Der Arbeitsbus                  | Work Bus          | 18. Okt. 2012        | 15. Jan. 2022                         | Bryan Cranston    | Brent Forrester                       |
| 181        | 5         | Tremolo                         | Here Comes Treble | 25. Okt. 2012        | 15. Jan. 2022                         | Claire Scanlon    | Owen Ellickson                        |
| 182        | 6         | Das Boot                        | The Boat          | 8. Nov. 2012         | 15. Jan. 2022                         | John Krasinski    | Dan Sterling                          |
| 183        | 7         | Der Wal                         | The Whale         | 15. Nov. 2012        | 15. Jan. 2022                         | Rodman Flender    | Carrie Kemper                         |
| 184        | 8         | Das Ziel                        | The Target        | 29. Nov. 2012        | 15. Jan. 2022                         | Brent Forrester   | Graham Wagner                         |
| 185        | 9         | Bestes Weihnachten aller Zeiten | Dwight Christmas  | 6. Dez. 2012         | 15. Jan. 2022                         | Charles McDougall | Robert Padnick                        |
| 186        | 10        | Läuse                           | Lice              | 10. Jan. 2013        | 15. Jan. 2022                         | Rodman Flender    | Niki Schwartz-Wright                  |
| 187        | 11        | Der Herrenausstatter            | Suit Warehouse    | 17. Jan. 2013        | 15. Jan. 2022                         | Matt Sohn         | Dan Greaney                           |
| 188        | 12        | Kundentreue                     | Customer Loyalty  | 24. Jan. 2013        | 15. Jan. 2022                         | Kelly Cantley     | Jonathan Green & Gabe Miller          |
| 189        | 13        | Der Nachwuchs-Vertriebler       | Junior Salesman   | 31. Jan. 2013        | 15. Jan. 2022                         | David Rogers      | Carrie Kemper                         |
| 190        | 14        | Vandalismus                     | Vandalism         | 31. Jan. 2013        | 15. Jan. 2022                         | Lee Kirk          | Owen Ellickson                        |
| 191        | 15        | Partner-Rabatt                  | Couples Discount  | 7. Feb. 2013         | 15. Jan. 2022                         | Troy Miller       | Allison Silverman                     |
| 192        | 16        | Es muss weitergehen             | Moving On         | 14. Feb. 2013        | 15. Jan. 2022                         | Jon Favreau       | Graham Wagner                         |
| 193        | 17        | Die Farm                        | The Farm          | 14. März 2013        | 15. Jan. 2022                         | Paul Lieberstein  | Rainn Wilson & Paul Lieberstein       |
| 194        | 18        | Promos                          | Promos            | 4. Apr. 2013         | 15. Jan. 2022                         | Jennifer Celotta  | Tim McAuliffe                         |
| 195        | 19        | Der Treppenberg                 | Stairmageddon     | 11. Apr. 2013        | 15. Jan. 2022                         | Matt Sohn         | Dan Sterling                          |
| 196        | 20        | Papierflieger                   | Paper Airplane    | 25. Apr. 2013        | 15. Jan. 2022                         | Jesse Peretz      | Halsted Sullivan & Warren Lieberstein |
| 197        | 21        | Den Traum leben                 | Livin’ the Dream  | 2. Mai 2013          | 15. Jan. 2022                         | Jeffrey Blitz     | Niki Schwartz-Wright                  |
| 198        | 22        | Der Assistent des Assistenten   | A.A.R.M. (1)      | 9. Mai 2013          | 15. Jan. 2022                         | David Rogers      | Brent Forrester                       |
| 199        | 23        | Der Assistent des Assistenten   | A.A.R.M. (2)      | 9. Mai 2013          | 15. Jan. 2022                         | David Rogers      | Brent Forrester                       |
| 200        | 24        | Das Finale                      | Finale (1)        | 16. Mai 2013         | 15. Jan. 2022                         | Ken Kwapis        | Greg Daniels                          |
| 201        | 25        | Das Finale                      | Finale (2)        | 16. Mai 2013         | 15. Jan. 2022                         | Ken Kwapis        | Greg Daniels                          |

## Webisoden
Neben den regulären Staffeln hat NBC mehrmals Kurzepisoden produziert, die als Webisoden auf NBC.com veröffentlicht wurden.

### The Accountants
Im Fokus dieser Webisoden stehen Oscar, Angela und Kevin aus der Buchhaltung. Sie stellen fest, dass in ihren Büchern 3000 $ fehlen, und machen sich auf die Suche.
| Nr. (ges.) | Nr. (St.) | Deutscher Titel | Originaltitel            | Erstausstrahlung USA | Deutschsprachige Erstausstrahlung (—) | Regie           | Drehbuch                         |
| ---------- | --------- | --------------- | ------------------------ | -------------------- | ------------------------------------- | --------------- | -------------------------------- |
| 1          | 1         | —               | The Books Don't Balance  | 13. Juli 2006        | —                                     | Randall Einhorn | Michael Schur & Paul Lieberstein |
| 2          | 2         | —               | Phyllis                  | 13. Juli 2006        | —                                     | Randall Einhorn | Michael Schur & Paul Lieberstein |
| 3          | 3         | —               | Meredith                 | 20. Juli 2006        | —                                     | Randall Einhorn | Michael Schur & Paul Lieberstein |
| 4          | 4         | —               | Stanley                  | 27. Juli 2006        | —                                     | Randall Einhorn | Michael Schur & Paul Lieberstein |
| 5          | 5         | —               | Someone In The Warehouse | 3. Aug. 2006         | —                                     | Randall Einhorn | Michael Schur & Paul Lieberstein |
| 6          | 6         | —               | The Memo                 | 10. Aug. 2006        | —                                     | Randall Einhorn | Michael Schur & Paul Lieberstein |
| 7          | 7         | —               | Things Are Getting Tense | 17. Aug. 2006        | —                                     | Randall Einhorn | Michael Schur & Paul Lieberstein |
| 8          | 8         | —               | You're Mean              | 24. Aug. 2006        | —                                     | Randall Einhorn | Michael Schur & Paul Lieberstein |
| 9          | 9         | —               | Michael's Office         | 31. Aug. 2006        | —                                     | Randall Einhorn | Michael Schur & Paul Lieberstein |
| 10         | 10        | —               | The Best Day Of My Life  | 7. Sep. 2006         | —                                     | Randall Einhorn | Michael Schur & Paul Lieberstein |

### Kevin's Loan
Kevin versucht an ein Darlehen zu gelangen, um seine Spielschulden begleichen zu können.
| Nr. (ges.) | Nr. (St.) | Deutscher Titel | Originaltitel       | Erstausstrahlung USA | Deutschsprachige Erstausstrahlung (—) | Regie           | Drehbuch        |
| ---------- | --------- | --------------- | ------------------- | -------------------- | ------------------------------------- | --------------- | --------------- |
| 11         | 1         | —               | Money Trouble       | 10. Juli 2008        | —                                     | Brent Forrester | Anthony Farrell |
| 12         | 2         | —               | Malone's Cones      | 17. Juli 2008        | —                                     | Brent Forrester | Ryan Koh        |
| 13         | 3         | —               | Exposed Wires       | 24. Juli 2008        | —                                     | Brent Forrester | Ryan Koh        |
| 14         | 4         | —               | Taste The Ice Cream | 31. Juli 2008        | —                                     | Brent Forrester | Anthony Farrell |

### The Outburst
Nachdem Oscar mitten im Büro einen Wutausbruch bekommt, wollen seine Kollegen herausfinden was passiert ist.
| Nr. (ges.) | Nr. (St.) | Deutscher Titel | Originaltitel     | Erstausstrahlung USA | Deutschsprachige Erstausstrahlung (—) | Regie                           | Drehbuch                        |
| ---------- | --------- | --------------- | ----------------- | -------------------- | ------------------------------------- | ------------------------------- | ------------------------------- |
| 15         | 1         | —               | The Call          | 20. Nov. 2008        | —                                     | Lee Eisenberg & Gene Stupnitsky | Nate Federman & Jonathan Hughes |
| 16         | 2         | —               | The Investigation | 26. Nov. 2008        | —                                     | Lee Eisenberg & Gene Stupnitsky | Nate Federman & Jonathan Hughes |
| 17         | 3         | —               | The Search        | 4. Dez. 2008         | —                                     | Lee Eisenberg & Gene Stupnitsky | Nate Federman & Jonathan Hughes |
| 18         | 4         | —               | The Explanation   | 11. Dez. 2008        | —                                     | Lee Eisenberg & Gene Stupnitsky | Nate Federman & Jonathan Hughes |

### Blackmail
Creed versucht seine Kollegen zu erpressen.
| Nr. (ges.) | Nr. (St.) | Deutscher Titel | Originaltitel | Erstausstrahlung USA | Deutschsprachige Erstausstrahlung (—) | Regie       | Drehbuch        |
| ---------- | --------- | --------------- | ------------- | -------------------- | ------------------------------------- | ----------- | --------------- |
| 19         | 1         | —               | Oscar         | 7. Mai 2009          | —                                     | B. J. Novak | Nate Federman   |
| 20         | 2         | —               | Andy          | 14. Mai 2009         | —                                     | B. J. Novak | Nate Federman   |
| 21         | 3         | —               | Kelly         | 21. Mai 2009         | —                                     | B. J. Novak | Jonathan Hughes |
| 22         | 4         | —               | Pay Day       | 28. Mai 2009         | —                                     | B. J. Novak | Jonathan Hughes |

### Subtle Sexuality
Kelly und Erin gründen ihre Girlgroup Subtle Sexuality.
| Nr. (ges.) | Nr. (St.) | Deutscher Titel | Originaltitel        | Erstausstrahlung USA | Deutschsprachige Erstausstrahlung (—) | Regie        | Drehbuch                        |
| ---------- | --------- | --------------- | -------------------- | -------------------- | ------------------------------------- | ------------ | ------------------------------- |
| 23         | 1         | —               | Creative Differences | 29. Okt. 2009        | —                                     | Mindy Kaling | Nate Federman & Jonathan Hughes |
| 24         | 2         | —               | The Replacement      | 29. Okt. 2009        | —                                     | Mindy Kaling | Nate Federman & Jonathan Hughes |
| 25         | 3         | —               | The Music Video      | 29. Okt. 2009        | —                                     | Mindy Kaling | Nate Federman & Jonathan Hughes |

### The Mentor
Erin findet in Angela ihre Mentorin.
| Nr. (ges.) | Nr. (St.) | Deutscher Titel | Originaltitel  | Erstausstrahlung USA | Deutschsprachige Erstausstrahlung (—) | Regie         | Drehbuch                        |
| ---------- | --------- | --------------- | -------------- | -------------------- | ------------------------------------- | ------------- | ------------------------------- |
| 26         | 1         | —               | The Pupil      | 4. März 2010         | —                                     | Kelly Cantley | Nate Federman & Jonathan Hughes |
| 27         | 2         | —               | Reimbursements | 4. März 2010         | —                                     | Kelly Cantley | Nate Federman & Jonathan Hughes |
| 28         | 3         | —               | Lunchtime      | 4. März 2010         | —                                     | Kelly Cantley | Nate Federman & Jonathan Hughes |
| 29         | 4         | —               | BFFs?          | 4. März 2010         | —                                     | Kelly Cantley | Nate Federman & Jonathan Hughes |

### The 3rd Floor
Ryan nutzt Dunder Mifflin als Drehort für einen Horrorfilm.
| Nr. (ges.) | Nr. (St.) | Deutscher Titel | Originaltitel           | Erstausstrahlung USA | Deutschsprachige Erstausstrahlung (—) | Regie        | Drehbuch                                   |
| ---------- | --------- | --------------- | ----------------------- | -------------------- | ------------------------------------- | ------------ | ------------------------------------------ |
| 30         | 1         | —               | Moving On               | 28. Okt. 2010        | —                                     | Mindy Kaling | Kelly Hannon & Jonathan Hughes & Mary Wall |
| 31         | 2         | —               | Lights. Camera. Action! | 28. Okt. 2010        | —                                     | Mindy Kaling | Kelly Hannon & Jonathan Hughes & Mary Wall |
| 32         | 3         | —               | The Final Product       | 28. Okt. 2010        | —                                     | Mindy Kaling | Kelly Hannon & Jonathan Hughes & Mary Wall |

### The Podcast
Gabe beginnt einen Podcast über die Sabre-Website aufzunehmen.
| Nr. (ges.) | Nr. (St.) | Deutscher Titel | Originaltitel   | Erstausstrahlung USA | Deutschsprachige Erstausstrahlung (—) | Regie          | Drehbuch        |
| ---------- | --------- | --------------- | --------------- | -------------------- | ------------------------------------- | -------------- | --------------- |
| 33         | 1         | —               | Gabe's Podcast  | 20. Jan. 2011        | —                                     | Charlie Grandy | Kelly Hannon    |
| 34         | 2         | —               | The First Entry | 20. Jan. 2011        | —                                     | Charlie Grandy | Mary Wall       |
| 35         | 3         | —               | The Debut       | 20. Jan. 2011        | —                                     | Charlie Grandy | Jonathan Hughes |

### The Girl next Door
Kelly und Erin nehmen als Subtle Sexuality ihre zweite Single auf.
| Nr. (ges.) | Nr. (St.) | Deutscher Titel | Originaltitel                 | Erstausstrahlung USA | Deutschsprachige Erstausstrahlung (—) | Regie        | Drehbuch                                   |
| ---------- | --------- | --------------- | ----------------------------- | -------------------- | ------------------------------------- | ------------ | ------------------------------------------ |
| 36         | 1         | —               | The Story Of Subtle Sexuality | 4. Mai 2011          | —                                     | Mindy Kaling | Kelly Hannon & Jonathan Hughes & Mary Wall |
| 37         | 2         | —               | The Girl Next Door            | 4. Mai 2011          | —                                     | Mindy Kaling | Kelly Hannon & Jonathan Hughes & Mary Wall |